# Pisa (flod)
 For alternative betydninger, se Pisa (flertydig). (Se også artikler, som begynder med Pisa)
Pisa (Polsk udtale: [ˈpisa]; tysk: Pissek) er en flod i det nordøstlige Polen med en længde på 82 km og et afvandingsareal på 4.510 km2. Den hører til det masuriske sødistrikt i Warmian-Masurian Voivodeship. Pisa-floden løber fra søen Roś nær byen Pisz og er en biflod til Narew, der forbinder søområdet med Wisła. Skoven Puszcza Piska grænser op til floden på dens vestbred.
Navnet Pisa kommer fra det gamle preussiske sprogord "pisa", der betyder "sump". Navnet går tilbage til Galindae-stammen, der boede i området før de teutoniske ridderes ankomst, som omtalte Pisa som Galinde. I november 1982 opførte det polske center for forskning og kontrol af miljøet (Ośrodek Badań i Kontroli Środowiska) i Łomża, Pisa i førsteklasses kategori vandets renhed.
Pisa er en malerisk lavlandet flod der har sine mest naturskønne strækninger omkring dens øvre og nedre del. I den midterste del løber åen gennem mosede enge. Pisa er sejlbar i hele sin længde. Dybden er mellem 1 og 1,8 m, med den laveste dybde ved dens udmunding i Narew -floden. Pisa bugter sig kraftigt med et gennemsnitligt fald på 32 cm per kilometer. At sejle i kano ned ad floden fra Pisz til Nowogród tager omkring 4-5 dage.